# Fyrfläckig var
Fyrfläckig var (Lepidorhombus boscii) är en plattfisk i familjen piggvarar.

## Utseende
Den fyrfläckiga varen är en avlång fisk med ljust gulbrun ögonsida (= vänstersida). Några teckningar saknas på själva kroppen, men på de bakre partierna av ryggfena och analfena finns totalt fyra, tydliga mörka fläckar. Som mest kan arten bli 40 cm, men blir vanligtvis inte mycket längre än 20 cm.

## Vanor
Arten lever på dybottnar ner till 800 m.

## Utbredning
Den fyrfläckiga varen finns i östra Atlanten från Brittiska öarna över Medelhavet till Kap Bojador och Västsahara.